# Robert Harting
Robert Harting, född 18 oktober 1984 i Cottbus, Östtyskland, är en tysk friidrottare som tävlar i diskuskastning. 
Hartings första större mästerskap var EM i Göteborg 2006 där han inte nådde final. Vid VM 2007 i Osaka slog Harting till med 66,68 och blev silvermedaljör. Han deltog även vid Olympiska sommarspelen 2008 i Peking, där han slutade på en fjärde plats med kast på 67,09. 
Vid VM 2009 i Berlin stod kampen om guldet mellan Harting och Polens Piotr Małachowski. Małachowski hade två gånger förbättrat sitt polska rekord och Harting låg på andra plats inför sista kastet då han kastade 69,43, nytt personligt rekord och han säkrade därmed guldet inför hemmapubliken.

## Personliga rekord
- Diskus - 70,66 meter, Tumov 22 maj 2012
- Kulstötning – 18,63 meter, Gotha 6 juli 2007

Rekorden aktuella per 2014-08-03.